# Península de Huon
A península de Huon é uma grande península localizada no extremo oriental da ilha da Nova Guiné. Administrativamente, pertence à província de Morobe da Papua-Nova Guiné.
Foi classificada pelo Fundo Mundial para a Natureza como uma ecorregião (Bosque chuvoso da Península de Huon, AA0107).
Tem 89 km de comprimento e fica rodeada pelo mar de Bismarck a norte, o mar de Salomão a leste, o golfo de Huon a sul e o rio Markham a oeste. A península é dominada pela cordilheira Saruwaged, que se eleva a mais de 4000 m.
O seu nome é uma homenagem ao navegador francês Jean-Michel Huon de Kermadec, capitão da fragata L'Espérance, que era o segundo no comando da expedição comandada por Bruni d'Entrecasteaux, à frente da La Recherche, que entre 1791 e 1793 tentou encontrar a expedição perdida de La Pérouse.
A região da península foi local de combates durante a Segunda Guerra Mundial, em 1943 e 1944.